# 蒙特克萊 (北卡羅萊納州坎伯蘭縣)
蒙特克萊（英語：Montclair）是位於美國北卡羅萊納州坎伯蘭縣的非建制地區。

## 地理
蒙特克萊所處的海拔為高於海平面65米（即213英呎），而該地所採用的時區為UTC-5，即北美东部时区（EST）。同時該地設有夏令時間，為UTC-5調快一小時，即UTC-4（EDT）。